# Huangshigang
Huangshigang (en chino, 黄石港; pinyin, Huángshígǎng (escuchar)ⓘ) es un distrito urbano bajo la administración directa de la Prefectura Huangshi  en la Provincia de Hubei, República Popular China.  Su área es de 23 km² y su población total para 2010 superó los 220 mil habitantes. 

## Administración
El Distrito Huangshigang  se divide en 4 pueblos que se administrados en subdistritos.

## Toponimia
El topónimo Huangshigang [/Juáng-shi-kang/] significa "puerto Huangshi". Debido a que en su territorio se encuentra la montaña Huangshi (黄石山) y un puerto del río Yangtse, recibió este nombre.
La montaña Huangshi significa literalmente "peñón amarillo", en referencia a los depósitos minerales (cobre, hierro) con tonalidades amarillentas/oxidados que abundan en la región.